# Μ
Mi (Μ ou μ; em grego:  μι, transl.: mi) é a décima segunda letra do alfabeto grego. Designa-se e pronuncia-se mi, mu, mü (como o ü da língua alemã) ou miú.
- No Sistema Internacional de Unidades, µ é o símbolo do prefixo micro.
- A grafia da letra grega e da letra latina surge muitas vezes de forma idêntica. Em termos de código html tem-se '&#x39C;' para µ maiúsculo e '&#x4d;' para m maiúsculo.

## Classificação
- Alfabeto = Alfabeto grego
- Fonética = /Me/, Letra M